# Групповая эффективность
Групповая эффективность — один из показателей успешности групповой активности и качественно, и количественно отражающий отношения достигнутого результата и результата желаемого, планируемого или максимально достижимого.
Все динамические процессы, происходящие в малой группе, обеспечивают определенным образом эффективность групповой деятельности. Было выделено несколько общих характеристик эффективности деятельности группы:
- зависимость эффективности от сплочённости группы, от стиля руководства
- влияние на эффективность способа принятия групповых решений

Формальные стороны этих взаимосвязей весьма значимы для постижения природы групповых процессов.

## Зависимость успеха групповой деятельности
Величина группы не оказывает прямого и однозначного влияния на успешность её деятельности. Однако увеличение или уменьшение количества членов в зависимости от задачи группы, её структуры и взаимоотношений может повлиять на результаты работы. Психологические следствия увеличения или уменьшения количества членов группы различны, могут быть как положительными, так и отрицательными.
Положительные:
1. С увеличением группы в ней появляется больше людей с ярко выраженной индивидуальностью. Это создает благоприятные условия для широкого и разностороннего обсуждения различных вопросов.
2. Чем больше группа, тем легче распределить обязанности между ее членами в соответствии с их возможностями и способностями в интересах дела.
3. Большая по численности группа может собрать и переработать за одно и то же время большее количество информации.
4. В большой группе большее число людей может участвовать в выработке и принятии решения, взвешивании и оценке его положительных и отрицательных сторон.
5. С ростом группы обычно повышается её «ресурс талантов». Это увеличивает вероятность принятия оптимальных решений. Для задач, имеющих много альтернативных вариантов решения, это обстоятельство представляется весьма существенным.

Отрицательные:
1. С увеличением числа членов группы может уменьшаться её сплоченность, возрастает вероятность образования и распада на мелкие группировки. Это существенно затрудняет достижение единства по обсуждаемым в группе вопросам.
2. Большой группой трудно управлять, организовывать взаимодействие её членов, налаживать между ними нормальные деловые и личные взаимоотношения.
3. Рост группы может привести к увеличению расхождений во мнениях и обострению взаимоотношений.
4. При увеличении группы статус и авторитет одних её членов растет, других — уменьшается, увеличивается психологическая дистанция между ними. Возможности для развития и использования своих способностей, удовлетворения потребностей в общении, самовыражении, признании у одних членов группы возрастают, у других — уменьшаются, что создает неблагоприятные условия для развития личности.
5. С увеличением группы средний вклад каждого участника в итоги совместной деятельности обычно снижается.

На успех работы группы в немалой степени влияет задача, стоящая перед ней. Следует отметить, что задача определяет структуру взаимодействия членов группы в процессе их совместной работы, а структура, в свою очередь, влияет на её итоги.
Зависимость успеха группы от стиля лидерства также находится в непосредственной связи с уровнем социально-психологического развития группы.
- Для группы, приближающейся к уровню развития коллектива, имеющей органы самоуправления, способной к самоорганизации деятельности, эффективнее будут коллегиальные формы руководства, предполагающие демократичный, а в некоторых ситуациях — даже либеральный стиль лидерства.
- В группах, находящихся на среднем уровне развития, лучшие результаты дает гибкий стиль лидерства, в котором сочетаются элементы директивности, демократичности и либеральности.
- В относительно слаборазвитых группах, не готовых к самостоятельной работе, не способных к самоорганизации деятельности и имеющих сложные, конфликтные отношения, предпочтительнее директивный стиль руководства с элементами демократичности. Директивный стиль как временная мера может оказаться полезным и в среднеразвитых группах при их работе в сложных ситуациях: новая задача, дефицит времени, неожиданные и значительные изменения состава, требующие непростого и срочного перераспределения обязанностей, и т.п.

## Модель Стайнера
Айвен Дейл Стайнер в 1972 г. разработал модель соотношения между индивидуальными способностями игроков команды и взаимодействиями между игроками.
Модель Стайнера представлена следующим уравнением:
Действительная производительность = потенциальная производительность — потери вследствие ошибочных групповых процессов
Потенциальная производительность определяется максимальным достижением команды и зависит от способностей, знаний и умений (психических и физических) каждого игрока, а также особенностей задания.
Согласно модели Стайнера, индивидуальная способность — наиболее важный аспект для команды, следовательно, команда, состоящая из лучших спортсменов, будет, как правило, достигать успеха. Однако модель Стайнера предполагает, что действительная производительность не всегда соответствует потенциальной производительности. Соответствие будет достигнуто лишь в том случае, если команда эффективно использует имеющиеся в ее распоряжении «ресурсы», тогда действительная производительность достигнет потенциальной производительности. Действительная производительность команды, как правило, уступает потенциальной ввиду ошибочных групповых процессов. В условиях команды групповой процесс представляет собой комплекс взаимодействий, позволяющих трансформировать индивидуальные «ресурсы» в коллективную деятельность.
Ошибочные групповые процессы приводят к двум видам потерь:
- мотивационным (игроки команды не выкладываются полностью)
- координационным (нарушается согласованность действий игроков или применяется неэффективная стратегия)